# Ivan Softa
Ivan Softa (* 31. Juli 1906 im Weiler Smokinje zu Dužice bei Široki Brijeg als Ivan Sopta; † Mai 1945) war ein jugoslawischer Schriftsteller sowie ein Kulturfunktionär des Unabhängigen Staates Kroatien. Sein preisgekröntes Erstlingswerk Na cesti (Unterwegs, 1936) gilt als einer der besten kroatischsprachigen Romane des sozialen Realismus, weshalb Softa von der jugoslawischen Literaturkritik mit Maxim Gorki und Jack London verglichen wurde. Ausgehend von seinen eigenen Kindheitserinnerungen und späteren Gesprächen mit den Einwohnern stellt Softa in seinen Romanen und Erzählungen auch die Werte, Mentalität, Identität, Moral und Traditionen der Menschen des dörflichen Lebens in der westlichen Herzegowina unmittelbar vor und während des Ersten Weltkriegs sowie der Zwischenkriegszeit dar.

## Leben und Werk
Softa wurde 1906 als Sohn von Ivan Sopta und seiner Ehefrau Mara, geborene Grizelj aus Vitina bei Ljubuški, geboren. Zu dieser Zeit stand der Paschalik Herzegowina seit 1878 unter österreichisch-ungarischer Verwaltung. Von 1913 bis 1917 besuchte Softa die Grundschule im Nachbarort Rasno, ohne eine anschließende schulische Ausbildung, und war danach in der örtlichen Landwirtschaft tätig. Zur Zeit des Königreichs Jugoslawien wanderte Softa aufgrund von Armut wahrscheinlich 1926 nach Slawonien aus und zog 1934 nach Zagreb. Zu dieser Zeit erscheint erstmals der veränderte Familienname Softa als Resultat eines Übertragungsfehlers aus amtlichen Dokumenten. Häufig arbeitslos bestritt er seinen Lebensunterhalt als Arbeiter in der Ziegelei von Vinkovci oder auch Landarbeiter. Arbeitslosigkeit und Unsicherheit inspirierten ihn zu seinem 1936 veröffentlichten Roman Na cesti (Unterwegs), der bei der jugoslawischen Literaturkritik vor allem aufgrund der sozialen Dimension des Romans und des Einflusses des sozialen Realismus Erfolg hatte und mehrere Auflagen erlebte. Seine 1937 bzw. 1940 erschienenen sozialkritischen Romane Dani jada i glada (Tage voller Elend und Hunger) und 1940 Nemirni mir (Unruhiger Frieden) beinhalten auch Motive der Tradition und Folklore seiner Heimatregion Herzegowina. Alle Romane wurden vom kroatischen Kulturverband Matica hrvatska in Zagreb verlegt.
Nach der Eroberung und Zerschlagung des Königreichs Jugoslawien und der Errichtung des Unabhängigen Staates Kroatien als faschistischer Vasallenstaat der Achsenmächte leitete Softa von 1941 bis 1943 die staatliche Propagandabildstelle (Svjetlopisni ured Državnog i promičbenog ureda kod Predsjedništva vlade NDH). Als Kriegsfotograf und -berichterstatter begleitete Sopta im Frühjahr und Sommer 1942 die Schwarze Legion während der „Operation Trio“ in Ostbosnien und der Schlacht um Kupres mit einem Leica-Fotoapparat. Softas dabei entstandene Propagandafotos und -schriften wurden veröffentlicht. Die regimetreue Presse, wie die Wochenzeitung Spremnost (Bereitschaft) und die Tageszeitung Hrvatski Narod (Kroatisches Volk), veröffentlichte auch Softas Erzählungen aus der Herzegowina. Noch 1945 erschien beispielsweise die Erzählung Ševušina smrt (Ševušins Tod) in der Osterausgabe des Hrvatski Narod.

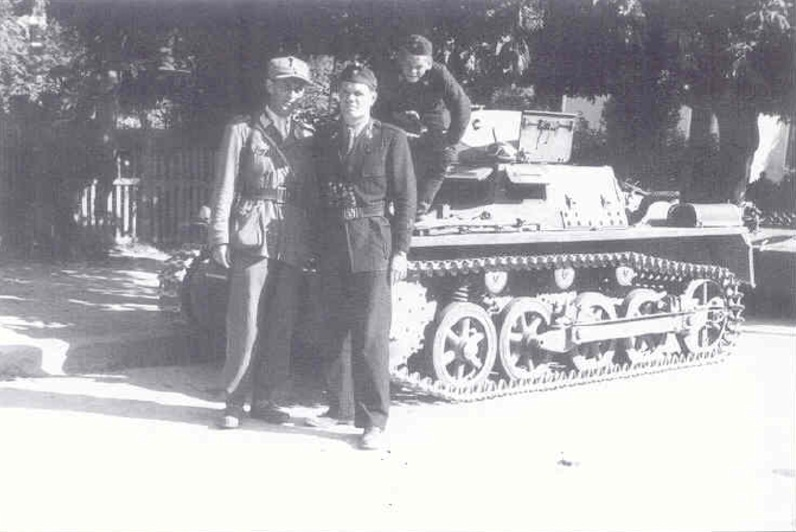
Propagandafoto von Ivan Sopta: Domobranen-General Franjo Šimić (1900–1944; l.) und Ustascha-General Rafael Boban (1907–nach Mai 1945) während der Kämpfe der Schwarzen Legion um Kupres im Juli oder August 1942. Auf dem Panzer sitzt der 12-jährige Suljo Efendić, der jüngste Soldat der Schwarzen Legion.

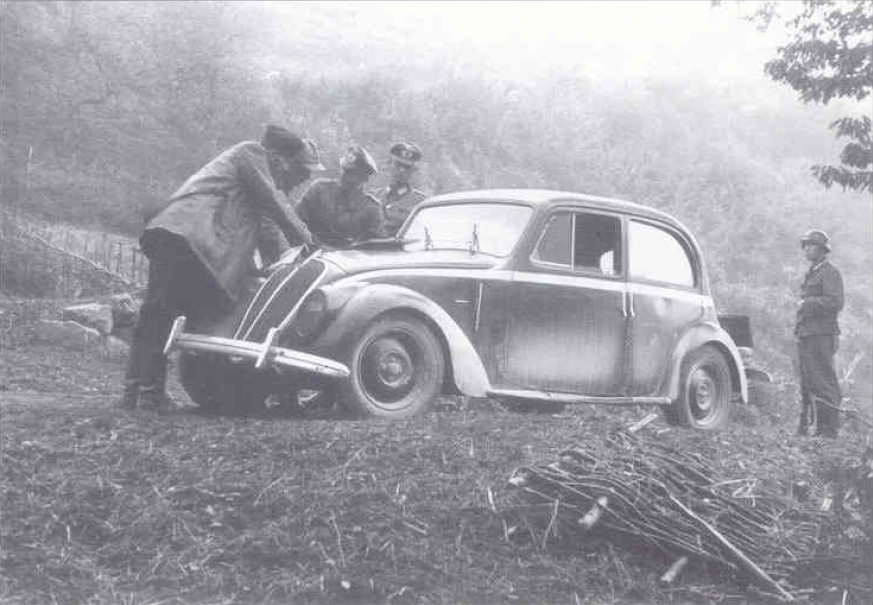
Ustascha-Oberst Jure Francetić (1912–1942), Domobranen-General Franjo Šimić (1900–1944) und zwei Wehrmachts-Offiziere beim Studium einer Militärkarte auf der Motorhaube eines Fiat 1100. Propagandafoto von Ivan Sopta, aufgenommen während der Kämpfe um Kupres im Juli 1942 bei Bugojno oder Donji Vakuf.

Am 5. Juli 1943 wurde Sopta zum Beamten in der Abteilung für kulturelle Beziehungen im Außenministerium („nagradnim činovnikom odjela za kulturne veze u Ministarstvu vanjskih poslova“) ernannt. Gegen Ende des Zweiten Weltkriegs und dem beginnenden Zerfall des Unabhängigen Staates Kroatien, konnte die südlich von Zagreb verlaufende sogenannte „Zvonimir-Stellung“ am 6. Mai 1945 gegen die vorrückenden Tito-Partisanen nicht mehr gehalten werden. Am 7. Mai 1945 verbrannte Softa seine Manuskripte und schloss sich, wie andere Zivilisten auch, dem Rückzug des Militärs an. Softa kam im Rahmen der Ereignisse des sogenannten Massakers von Bleiburg im Mai 1945 ums Leben. Im Sommer 1945 befand ihn die jugoslawische Staatskommission zur Feststellung von Verbrechen der Okkupanten und ihrer Helfer für die SR Kroatien in Abwesenheit wegen Kriegsverbrechen für schuldig.
Aufgrund von Softas Funktion zur Zeit des Unabhängigen Staates Kroatien unterlagen seine Werke nach 1945 der staatlichen Zensur des sozialistischen Jugoslawien. Erst nach dem Zerfall Jugoslawiens konnte 1994 (I. und II. Band) und 1996 (III. Band) sowie erneut 2006 unter dem Titel Sabrana djela (Gesammelte Werke) eine Gesamtausgabe seiner, teils auch fragmentarischen und bis dahin unveröffentlichten, Schriften herausgegeben werden.

## Ehrungen

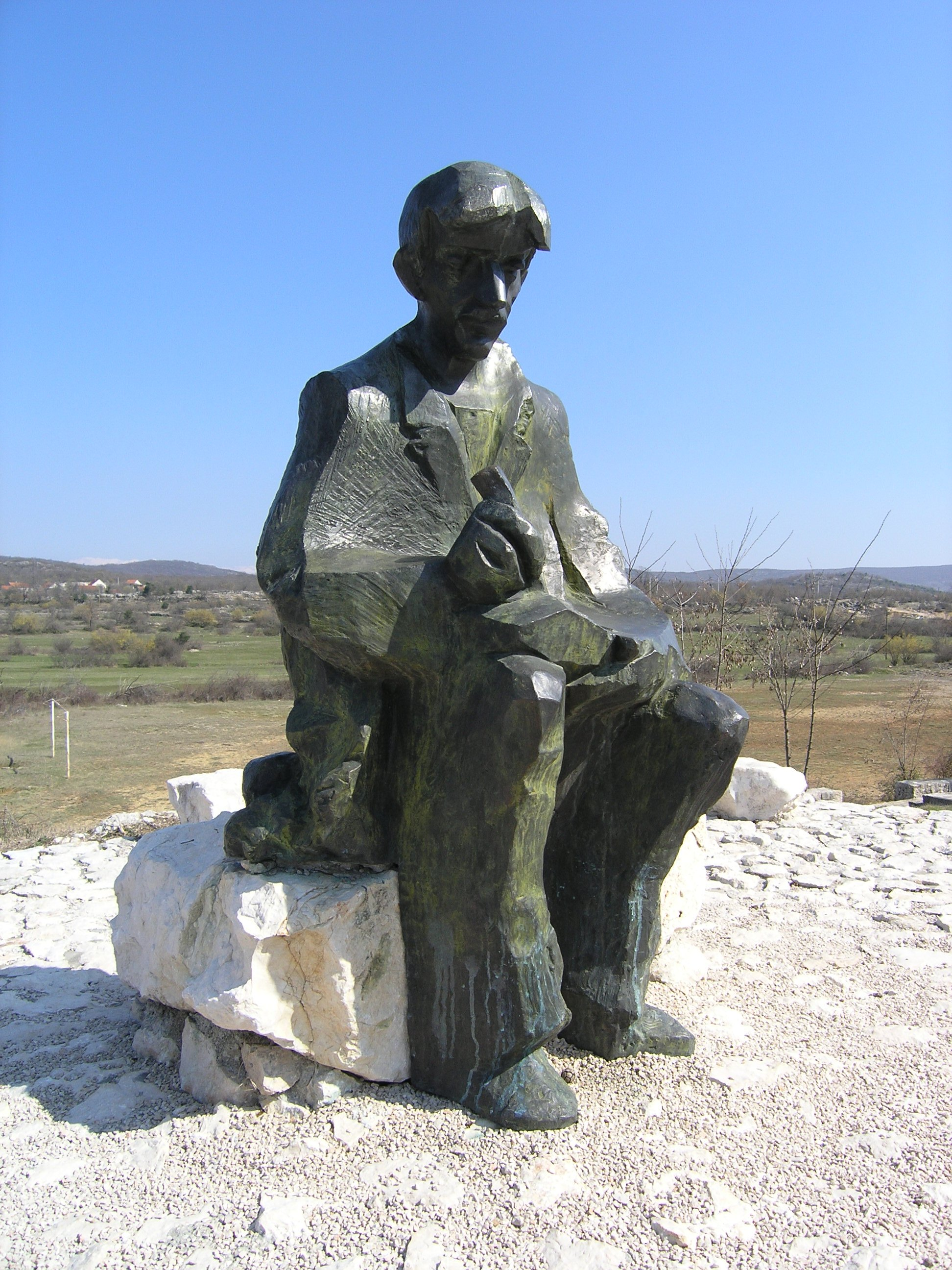
Lebensgroße Bronzeplastik des Ivan Softa vor der Grundschule seines Geburtsortes.

In Široki Brijeg ist eine Straße nach Softa benannt (seinem Geburtsnamen entsprechend: Ulica Ivana Sopte). In Rasno trägt die von 1901 bis 1905 erbaute Grundschule Softas Namen (Osnovna škola „Ivan Sopta“). Anlässlich von Softas 90. Geburtstag wurde 1996 eine Gedenktafel an der Grundschule eingeweiht. An den Feierlichkeiten nahmen unter anderem der Kulturminister der Kroatischen Republik Herceg-Bosna, der Präsident des örtlichen Zweiges des Kulturverbandes Matica hrvatska und Softas Sohn Professor Ratimir Softa aus Zagreb teil. Mit einer Renovierung im Jahr 2001 wurde vor der Grundschule eine lebensgroße Bronzeplastik des Bildhauers Stjepan Skoko (* 1959) aufgestellt, die Softa in sitzender Haltung beim Schreiben darstellt.